# Edgar Chadwick
Edgar Wallace Chadwick (Blackburn, 14 giugno 1869 – Blackburn, 14 febbraio 1942) è stato un allenatore di calcio e calciatore inglese, di ruolo centrocampista.

## Carriera
Ha allenato la nazionale olandese, guidandola in occasione dei Giochi olimpici del 1908 e dei Giochi olimpici del 1912. In entrambe le occasioni ha vinto la medaglia di bronzo.

## Palmarès

### Giocatore
- First Division: 1

Everton: 1890-1891
- Southern Football League: 1

Southampton: 1900-1901

### Allenatore

#### Club
- Campionato olandese di calcio: 1

Sparta Rotterdam: 1914-1915

#### Nazionale
- Bronzo olimpico: 2

Olanda: Londra 1908, Stoccolma 1912

## Statistiche

### Cronologia presenze e reti in nazionale
| Cronologia completa delle presenze e delle reti in nazionale ― Inghilterra | Cronologia completa delle presenze e delle reti in nazionale ― Inghilterra | Cronologia completa delle presenze e delle reti in nazionale ― Inghilterra | Cronologia completa delle presenze e delle reti in nazionale ― Inghilterra | Cronologia completa delle presenze e delle reti in nazionale ― Inghilterra | Cronologia completa delle presenze e delle reti in nazionale ― Inghilterra | Cronologia completa delle presenze e delle reti in nazionale ― Inghilterra | Cronologia completa delle presenze e delle reti in nazionale ― Inghilterra |
| Data                                                                       | Città                                                                      | In casa                                                                    | Risultato                                                                  | Ospiti                                                                     | Competizione                                                               | Reti                                                                       | Note                                                                       |
| -------------------------------------------------------------------------- | -------------------------------------------------------------------------- | -------------------------------------------------------------------------- | -------------------------------------------------------------------------- | -------------------------------------------------------------------------- | -------------------------------------------------------------------------- | -------------------------------------------------------------------------- | -------------------------------------------------------------------------- |
| 7-3-1891                                                                   | Sunderland                                                                 | Inghilterra                                                                | 4 – 1                                                                      | Galles                                                                     | Torneo Interbritannico 1891                                                | 1                                                                          |                                                                            |
| 6-4-1891                                                                   | Blackburn                                                                  | Inghilterra                                                                | 2 – 1                                                                      | Scozia                                                                     | Torneo Interbritannico 1891                                                | 1                                                                          |                                                                            |
| 2-4-1892                                                                   | Glasgow                                                                    | Scozia                                                                     | 1 – 4                                                                      | Inghilterra                                                                | Torneo Interbritannico 1892                                                | 1                                                                          |                                                                            |
| 1-4-1893                                                                   | Londra                                                                     | Inghilterra                                                                | 5 – 2                                                                      | Scozia                                                                     | Torneo Interbritannico 1893                                                | -                                                                          |                                                                            |
| 7-4-1894                                                                   | Glasgow                                                                    | Scozia                                                                     | 2 – 2                                                                      | Inghilterra                                                                | Torneo Interbritannico 1894                                                | -                                                                          |                                                                            |
| 7-3-1896                                                                   | Belfast                                                                    | Irlanda                                                                    | 0 – 2                                                                      | Inghilterra                                                                | Torneo Interbritannico 1896                                                | -                                                                          |                                                                            |
| 3-4-1897                                                                   | Londra                                                                     | Inghilterra                                                                | 1 – 2                                                                      | Scozia                                                                     | Torneo Interbritannico 1897                                                | -                                                                          |                                                                            |
| Totale                                                                     |                                                                            | Presenze                                                                   | 7                                                                          |                                                                            | Reti                                                                       | 3                                                                          |                                                                            |